# Гросу, Алина Михайловна
Али́на Миха́йловна Гро́су (укр. Аліна Михайлівна Гросу; род. 8 июня 1995, Черновцы, Украина) — украинская певица, работающая в стилях: танцевальная музыка и поп-рок. Работает на профессиональной сцене с 4 лет, с 1999 года.

## Творческий путь
В Киеве на Алину обратила внимание её крёстная, украинская звезда эстрады и композитор Ирина Билык. Она подарила ей песню «Рушничок», а в дальнейшем написала ещё несколько песен: «Свобода», «Бджілка», «Маленькая любовь».
За свою творческую карьеру Алина получила следующие награды:
- Стала обладательницей первой премии на украинском музыкальном фестивале «Песенный вернисаж».
- Была дипломанткой российского конкурса «Утренняя звезда».
- В 2001 году в украинском конкурсе «Человек года» Гросу стала победительницей в номинации «Ребёнок года».
- Неоднократно становилась лауреатом украинского фестиваля «Песня года».
- Признавалась экспертами украинского конкурса народных предпочтений «Фавориты Успеха» победительницей в номинации «Молодой талант года»[2].

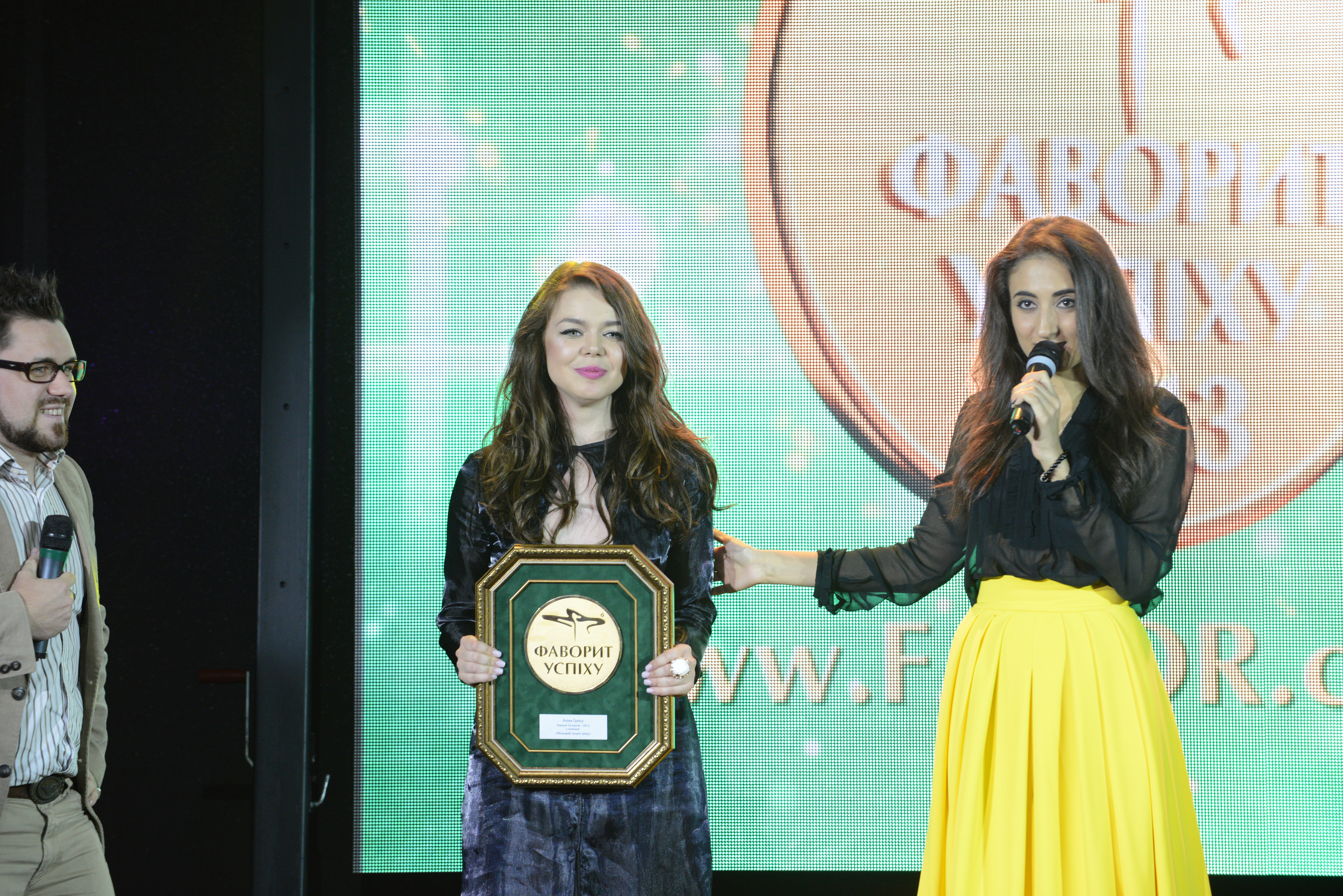
Алина Гросу, лауреат премии «Фаворитки успеха», 2014 год

В 2017 году Алина Гросу меняет музыкальное направление и выпускает ряд танцевальных синглов: «Хочу я баса», «Вспоминать», «Последняя ночь». Успех композиций подкрепился скандальными видеоработами, набравшими за сутки больше миллиона просмотров на YouTube.
Начало 2018-го ознаменовался выпуском нового сингла «Ложь» и релизом 6-го студийного альбома «БАС». С ноября 2018 года певица выступает под новым сценическим псевдонимом GROSU и презентует новый сингл «Дикая». Ребрендинг артистки сопровождается сменой имиджа на менее откровенный и возвращением в лирическую музыку.
В начале 2019 года GROSU представила ещё два сингла из будущего альбома — «Любила» и «VOVA». 1 апреля певица презентовала музыкальную короткометражку «Дико Любила Вову», в котором предстала в образе католической монахини.
В 2021 году принимала участие в музыкальном проекте «Маска» на телеканале «Украина». 12 марта состоялся релиз седьмого студийного именного альбома "GROSU", в который вошло 17 треков. Осенью певица отправилась во всеукраинский тур со своей новой программой «Непобедима». Концерты прошли Виннице, Сумах, Житомире, Харькове, Днепре и Одессе. Финалом первой части тура стал большой концерт в Киеве 23 ноября 2021 года во дворце искусств «Украина».

## Семья
- Отец — Михаил Михайлович Гросу (4 августа 1967, Черновцы) — работал в ПТУ мастером, инженером, потом налоговым инспектором, позже стал бизнесменом и депутатом Черновицкого горсовета, имеет юридическое образование[9][10];
- Мать — Анна Андреевна Гросу, по образованию медсестра, баллотировалась в народные депутаты на парламентских выборах на Украине 2014 года[11][12];
  - [13][14].
- Младший брат — Михаил Гросу (род. 30 августа 2017)[15]

Летом 2019 года Алина вышла замуж за российского бизнесмена Александра Комкова. В том же году пара развелась. Затем был роман с актёром Романом Полянским (род. 9 ноября 1983). Пара потом рассталась, а Роман вернулся в Москву осенью 2022 года.

## Учёба
В 2010 году в Киеве Алина экстерном окончила Печерскую гимназию № 75 и поступила в Академию эстрадного циркового искусства имени Утёсова на факультете музыкального искусства.
Летом 2010 года Гросу поехала в Москву, где стала студенткой Всероссийского государственного университета кинематографии (ВГИК). На факультете актёрского мастерства Алина выбрала для себя специальность «Актриса кино и театра». Обучалась она на курсе Игоря Ясуловича.
Весной 2023 года уехала в Соединённые Штаты на обучение в Голливудскую школу актёрского мастерства (Theatre of Arts Hollywood Acting School) в Лос-Анджелесе.

## Дискография
- 2000 — Разом зі мною
- 2002 — Бджілка
- 2004 — Море волнуется
- 2008 — Хочу шалить
- 2010 — Мелом на асфальте
- 2018 — Бас
- 2021 — GROSU
- 2025 — GROSU UA

### Клипы
| Год  | Клип                                     |
| ---- | ---------------------------------------- |
| 1999 | «Лето»                                   |
| 2001 | «Рушничок»                               |
| 2003 | «Бджілка»                                |
| 2003 | «Лодочка»                                |
| 2003 | «Свобода»                                |
| 2003 | «Мама»                                   |
| 2004 | «Беспризорный мальчишка»                 |
| 2004 | «На 19 этаже»                            |
| 2005 | «Море волнуется»                         |
| 2006 | «Антарктические въюги»                   |
| 2006 | «Хочу шалить»                            |
| 2008 | «Беспредел»                              |
| 2008 | «Танцуют все»                            |
| 2009 | «Мокрые ресницы»                         |
| 2009 | «Мелом на асфальте»                      |
| 2010 | «Прости меня, моя любовь»                |
| 2010 | «Мелом на асфальте»(feat. Лион)          |
| 2011 | «Давай запомним это лето»                |
| 2012 | «Взрослая»                               |
| 2012 | «Бросай» / «Let Go»                      |
| 2013 | «Твоей навеки»                           |
| 2014 | «Тормоза»                                |
| 2014 | «Три слова»                              |
| 2015 | «Не забывай»                             |
| 2015 | «Ревную»                                 |
| 2015 | «Рождественская»                         |
| 2016 | «Собак@»                                 |
| 2016 | «Алкоголь/Вне закона»                    |
| 2017 | «Хочу я баса»                            |
| 2017 | «Вспоминать»                             |
| 2017 | «Последняя ночь»                         |
| 2018 | «Ложь»                                   |
| 2018 | «Найки»                                  |
| 2019 | «Дикая»                                  |
| 2019 | «Любила»                                 |
| 2019 | «VOVA»                                   |
| 2019 | «Грязные танцы»                          |
| 2019 | «Непобедима»                             |
| 2019 | «Луна»                                   |
| 2020 | «Арестован»                              |
| 2020 | «Н. А. Р. К. О. Т. И. К. И.»             |
| 2020 | «Голый Король»                           |
| 2021 | «Удержи меня» (OST «Двое над пропастью») |
|      | «Полотенце» (feat. POLYANSKIY)           |
|      | «Міріада»                                |
|      | «Малиновые губы»                         |
|      | «Чувства на кассетах» (feat. POLYANSKIY) |
| 2022 | «Кохала»                                 |
|      | «Лужок»                                  |
|      | «Самотня зима»                           |
| 2023 | «Грозами»                                |
|      | «Звичка»                                 |

## Участие в клипах других исполнителей
- 2004 — Клип Ирины Билык — Если ты хочешь

## Фильмография
- 2007 — «Очень новогоднее кино, или Ночь в музее» (мюзикл; реж. Роман Бутовский) — Красная шапочка
- 2009 — «День рождения Алисы» (анимационный; реж. Сергей Серёгин) — Алиса (озвучка)
- 2013 — «Птица в клетке» (сериал; реж. Анатолий Григорьев) — Наташа, невеста Бориса
- 2013 — «Тайна казацкого храма» (художественно-публицистический; реж. Андрей Киор), «Адамаха Фильм» — Девушка у храма
- 2014 — «Преступление в фокусе» (сериал; реж. Анатолий Григорьев) — девушка с фотовыставки
- 2015 — «Офицерские жёны» (сериал; реж. Дмитрий Петрунь) — Татьяна Терехова
- 2016 — «Я люблю своего мужа» (сериал; производство Star Media) — журналистка
- 2017 — «Спецы» (сериал; реж. Олег Масленников) — Анфиса Ткаченко
- 2018 — «Перепутанные» (сериал; реж. Вячеслав Никифоров, Анарио Мамедов)
- 2019 — «Тайная любовь» ( Украина) или «Испытание» в России (сериал; реж. Анатолий Григорьев) — Светлана
- 2019 — «Замок на песке» (сериал; реж. Алексей Гусев) — «Оля»
- 2019 — «Любовь без памяти» (сериал; реж. Андрей Комаров) — «Лора»
- 2020 — «Любовь с ароматом кофе» (сериал; реж. Олег Туранский)
- 2020 — «Солнечные дни» (сериал; реж. Алексей Морозов)
- 2020 — «Двое над пропастью» (сериал; реж. Роман Полянский)
- 2021 — «Тайная любовь 2» (Украина) или «Испытание 2» (Россия) (сериал; реж. Анатолий Григорьев) — Светлана
- 2021 — «В плену у прошлого» (сериал; реж. Александр Мохов)
- 2021 — «Котики» (сериал; реж. Дмитрий Петрунь) - в производстве

## Награды и премии
| Год  | Премия                   | Номинация                | Работа         | Результат |
| ---- | ------------------------ | ------------------------ | -------------- | --------- |
| 2002 | Людина року              | Ребёнок года             |                | Победа    |
| 2013 | Фаворити Успіху          | Молодой талант года      |                | Победа    |
| 2017 | Реальна премия Music Box | Креатив года             | «Хочу я баса»  | Номинация |
| 2019 | Музична платформа        | Песня года               | «VOVA»         | Победа    |
| 2020 | Музична платформа        | Песня года               | «Голый король» | Победа    |
| 2021 | Українська пісня року    | Надежда украинской песни | «Рушничок»     | Победа    |